# 小松理虔
小松 理虔（こまつ りけん、1979年（昭和54年） - ）は、福島県いわき市出身・在住のライター、ローカルアクティビスト（地域活動家）。『新復興論』で第45回大佛次郎論壇賞受賞。
オルタナティブスペース「UDOK.」・ヘキレキ舎主宰。

## 経歴
福島県立磐城高等学校、法政大学文学部東洋史専攻卒業後、福島テレビに入社、報道記者になる。
2007年に上海に渡り日本語教師や在中日本人向け情報誌の編集ディレクターに。2009年に帰郷して木材会社に入社。
2011年の東日本大震災及び福島第一原発事故をきっかけにいわき海洋調べ隊「うみラボ」を組織し、有志とともに定期的に東京電力福島第一原子力発電所沖の海洋調査を開催。
2012年より地元のかまぼこメーカーで広報として勤務。2015年からはFMいわきのリサーチャーを経て、フリーランスの立場で地域の食や医療、福祉など、さまざまな分野の企画や情報発信に携わる。

## 受賞歴
- 2019年、『新復興論』で第45回大佛次郎論壇賞[1]
- 2019年、同書で紀伊國屋じんぶん大賞2019、第4位[2]。

## インタビュー
- 「大事なのは「自分の復興」　いわきの地域活動家、新著でメッセージ」【福島民友】2021年3月10日付
- 「超過酷な課題だからこそ、笑顔で。　彼は“不真面目“に福島を発信し続ける」【BuzzFeedNews】2019年5月12日付

## 著書・共著
- 『新復興論』（ゲンロン叢書、2018年9月）

→『新復興論 増補版』（ゲンロン叢書、2021年3月）
- 『地方を生きる』（ちくまプリマー新書、筑摩書房、2021年1月)

### 共著
- 『ただ、そこにいる人たち - 小松理虔さん表現未満、の旅 - 』（認定NPO法人クリエイティブサポートレッツと、現代書館、2020年11月）

### 分担執筆
- 『常磐線中心主義　ジョーバンセントリズム』（五十嵐泰正、開沼博共編、河出書房新社、2015年3月）
- 『ローカルメディアの仕事術』（影山裕樹編著、学芸出版社、2018年4月）

## 出演

### ネット番組
- ポリタスTV（YouTube、2020年10月20日）